# Mordellistena unisulcata
Mordellistena unisulcata is een keversoort uit de familie spartelkevers (Mordellidae). De wetenschappelijke naam van de soort is voor het eerst geldig gepubliceerd in 1916 door Píc.